# Carelles
Carelles [kaʁɛl] ist eine französische Gemeinde mit 254 Einwohnern (Stand: 1. Januar 2022) im Département Mayenne in der Region Pays de la Loire; sie gehört zum Arrondissement Mayenne und zum Kanton Gorron. Die Einwohner werden Carellais genannt.

## Geographie
Carelles liegt etwa 43 Kilometer nordnordwestlich vom Stadtzentrum von Laval. Umgeben wird Carelles von den Nachbargemeinden Levaré im Norden, Colombiers-du-Plessis im Osten, Saint-Denis-de-Gastines im Süden und Südosten, Montaudin im Westen und Südwesten sowie Saint-Berthevin-la-Tannière im Westen und Nordwesten.

## Bevölkerungsentwicklung
| Jahr                       | 1962 | 1968 | 1975 | 1982 | 1990 | 1999 | 2006 | 2019 |
| Einwohner                  | 613  | 538  | 441  | 387  | 358  | 324  | 301  | 269  |
| Quellen: Cassini und INSEE |      |      |      |      |      |      |      |      |

## Sehenswürdigkeiten

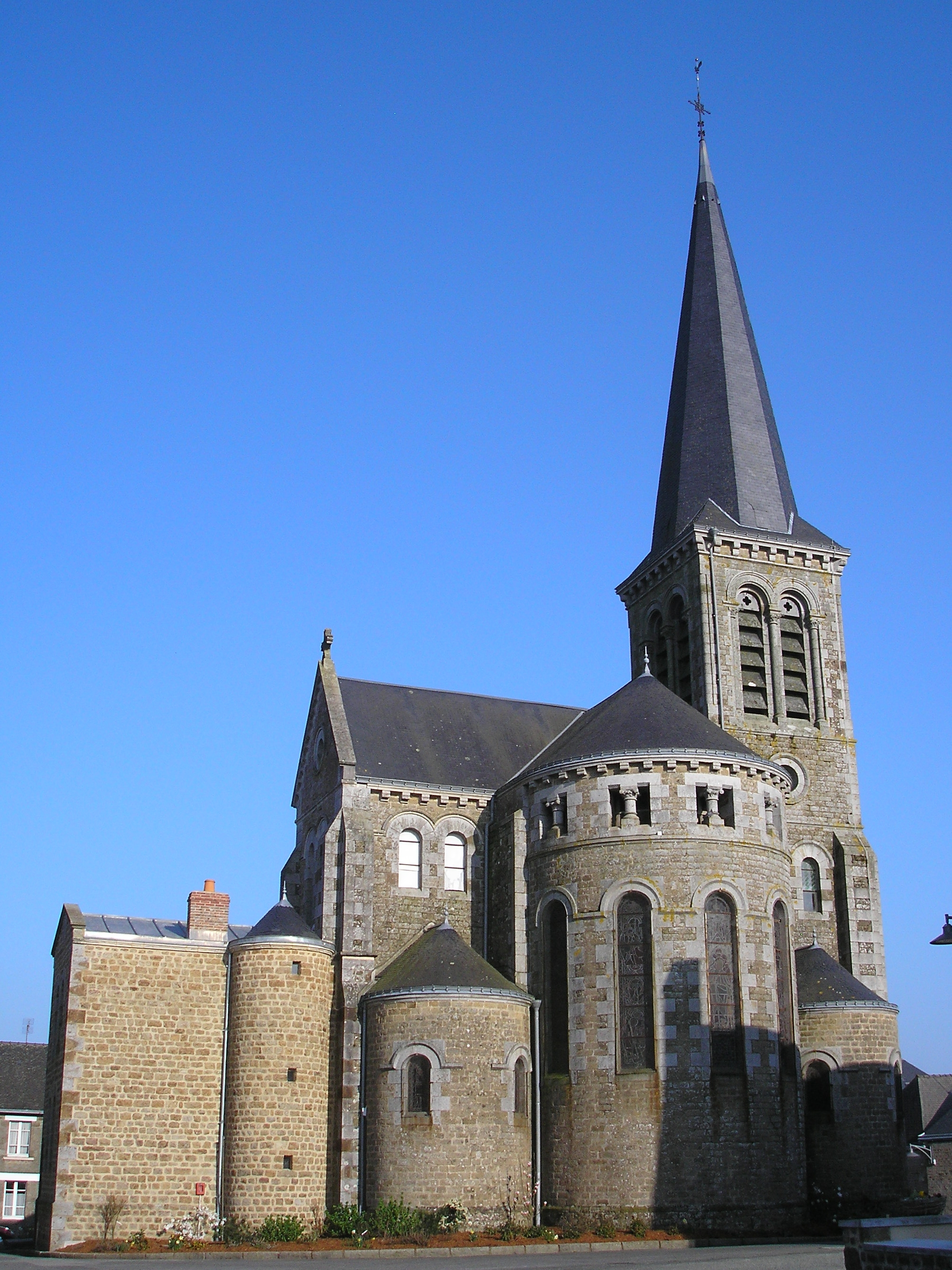
Kirche Saint-Jean-Baptiste

- Kirche Saint-Jean-Baptiste aus dem 19. Jahrhundert

## Persönlichkeiten
- Victor-Charles Quinton (1866–1924), Bischof und Apostolischer Vikar von Südvietnam